# لاتاویا رابرسون
لاتاویا رابرسون (به انگلیسی: LaTavia Roberson) (زاده ۱ نوامبر ۱۹۸۱) خواننده آمریکایی است.